# ستيف فرينش
ستيف فرينش (بالإنجليزية: Steve French)‏ هو سياسي أمريكي، ولد في 22 مايو 1962 في لينشبرغ في الولايات المتحدة. حزبياً، نشط في الحزب الجمهوري.